# سن-سولپیس، کبک
سَن-سولپیس (به فرانسوی: Saint-Sulpice) قصبه‌ای در منطقه شهری لسومپسیون ناحیه لانودییر در استان کبک کانادا است. در سرشماری سال ۲۰۱۱ این قصبه ۳٬۳۹۷ نفر جمعیت داشته‌است و مساحت آن ۳۷ کیلومتر مربع است.